# خط فلوريدا لنقل الغاز
خط فلوريدا لنقل الغاز هو خط أنابيب لنقل الغاز الطبيعي المستخرج من تكساس، لويزيانا، ميسيسيبي وألباما إلى ولاية فلوريدا. أسهم الشركة مقسمة بالتساوي ما بين شركة كيندر مورجان التابعة لرجل الأعمال ريتشارد كيندر ووليام مورجان الذي يمتلك 50% من الشركة، بينما الخمسين الباقية فمن نصيب شركة الشركاء لنقل الطاقة (المالكة/ المشغلة).
رمز الخط في لجنة تنظيم الطاقة الاتحادية هو 34.

## وصلات خارجية
- Pipeline and Hazardous Materials Safety